# Auto Rock
Az Auto Rock a Mogwai egy, a Mr Beast albumon szereplő dala.

## Leírás
A dal egy, csak a fekete billentyűkkel eljátszott zongoradallammal kezdődik, amelyet Barry Burns ad elő. Nem sokkal utána a dobok kapcsolódnak be, amelyek fokozatosan hangosodnak és gyorsulnak. A dobszólót a zenekar többször is használta koncertjeinek megnyitójaként (például 2009-ben).

### Szereplések
- Csúcsmodellek
- 2011-es Formula–1 brit nagydíj
- A másik én – trailer
- Miami Vice – záródal
- The Greatest Raid of All Time
- Nike „Driven” – reklám
- Az utolsó óra – filmzene
- Father and Son – trailer
- The Greatest Raid of All Time
- Holby City
- 7 Days – trailer (remix)
- Madden NFL 13 – nyitódal
- Dream Team
- All Access: Mayweather v Guerrero
- Life After Polmont

## Fordítás
Ez a szócikk részben vagy egészben  az   Auto Rock című angol Wikipédia-szócikk ezen változatának fordításán alapul.  Az eredeti cikk szerkesztőit annak laptörténete sorolja fel. Ez a jelzés csupán a megfogalmazás eredetét és a szerzői jogokat jelzi, nem szolgál a cikkben szereplő információk forrásmegjelöléseként.